# Sven Davidson
Sven Viktor Davidson (ur. 13 lipca 1928 w Borås, zm. 28 maja 2008 w Arcadii) – szwedzki tenisista, zwycięzca mistrzostw Francji w grze pojedynczej i Wimbledonu w grze podwójnej, reprezentant w Pucharze Davisa.

## Kariera tenisowa
Praworęczny Davidson należał do ścisłej czołówki światowej w latach 50. Przez trzy lata z rzędu dochodził do finału wielkoszlemowych mistrzostw Francji – w 1955 przegrał z Tony Trabertem, w 1956 z Lew Hoadem, by wreszcie triumfować w turnieju w 1957, po finałowym zwycięstwie nad Herbertem Flamem. Stał się tym samym pierwszym szwedzkim triumfatorem imprezy wielkoszlemowej. Rok później dołożył także prestiżowy tytuł deblowy, wygrywając w duecie z rodakiem Ulfem Schmidtem Wimbledon, po finałowym zwycięstwie nad Australijczykami Neale Fraserem i Ashleyem Cooperem.
W swoim najlepszym sezonie 1957 Davidson był ponadto w półfinałach Wimbledonu i mistrzostw USA oraz wygrał międzynarodowe mistrzostwa Niemiec. Dzięki tym rezultatom w nieoficjalnym rankingu światowym pisma „Daily Telegraph” znalazł się na 3. miejscu, jedynie za Ashleyem Cooperem i Malcolmem Andersonem. W czołowej dziesiątce tej klasyfikacji Szwed figurował nieprzerwanie w latach 1953–1958. Z innych jego sukcesów można wymienić zdobycie międzynarodowego mistrzostwa Szwecji (1951) oraz międzynarodowego halowego mistrzostwa USA (1954). Narodowe mistrzostwa Szwecji – w różnych konkurencjach i na różnych nawierzchniach – wygrywał łącznie 26 razy. Po sezonie 1958 ograniczył starty międzynarodowe, koncentrując się na studiach. Pozostał jednak nadal reprezentantem w Pucharze Davisa, a w 1960 zdobył kolejny tytuł mistrza Szwecji.
W drużynie narodowej występował w latach 1950–1961. Rozegrał łącznie 85 spotkań, z czego wygrał 62. Jest rekordzistą szwedzkiej reprezentacji pod względem liczby wygranych meczów deblowych (23) – w deblu występował z Lennartem Bergelinem, Torstenem Johanssonem i Ulfem Schmidtem. Razem z zespołem narodowym osiągnął trzykrotnie finał międzystrefowy Pucharu Davisa (1950, 1951, 1954) oraz dwa razy finał strefy europejskiej (1955, 1956). W ramach tych rozgrywek pokonał m.in. Hiszpana Andrésa Gimeno, Włochów Nicolę Pietrangeli i Orlando Sirolę, Brytyjczyka Tony Mottrama, Duńczyka Kurta Nielsena. W półfinale strefy europejskiej w 1950 przeciwko Polsce zdobył dwa punkty – pokonał w singlu Józefa Piątka, a w deblu z Torstenem Johanssonem Piątka i Skoneckiego.
Po zakończeniu kariery zawodniczej współpracował z telewizją jako komentator sportowy. Był także aktywnym działaczem sportowym, w 1968 należał do grona inicjatorów paryskich obrad Międzynarodowej Federacji Tenisowej, na których pozytywnie zareagowano na zmiany związane z tzw. erą open. W 1969 przyczynił się do zorganizowania pierwszego zawodowego turnieju tenisowego w północnej Europie – Sztokholm Open – i pełnił następnie funkcję szefa komitetu zarządzającego. Uczestniczył także w rozgrywkach tenisowych weteranów (w styczniu 1981 w Arcadia, Kalifornia doznał ataku serca w czasie jednego z pojedynków).
W 2004 został wpisany do galerii sławy tenisa szwedzkiego, a w 2007 do Międzynarodowej Tenisowej Galerii Sławy.

## Osiągnięcia sportowe
Osiągnięcia w turniejach wielkoszlemowych:
- Wimbledon
  - gra podwójna – wygrana 1958 (z Ulfem Schmidtem)
- mistrzostwa Francji
  - gra pojedyncza – wygrana 1957, finały 1955, 1956

Finały singlowe w turniejach wielkoszlemowych:
- mistrzostwa Francji 1955 – 6:2, 1:6, 4:6. 2:6 z Tony Trabertem
- mistrzostwa Francji 1956 – 4:6, 6:8, 3:6 z Lew Hoadem
- mistrzostwa Francji 1957 – 6:3, 6:4, 6:4 z Herbertem Flamem